# Euplectrus xanthocephalus
Euplectrus xanthocephalus är en stekelart som beskrevs av Girault 1913. Euplectrus xanthocephalus ingår i släktet Euplectrus och familjen finglanssteklar.
Artens utbredningsområde är:
- Papua Nya Guinea.
- Thailand.

Inga underarter finns listade i Catalogue of Life.